# Пургаторио (Фрозиноне)
Пургаторио је насеље у Италији у округу Фрозиноне, региону Лацио.
Према процени из 2011. у насељу је живело 194 становника. Насеље се налази на надморској висини од 450 м.